# 赫伯特河
赫伯特河（英語：Herbert River）是澳大利亚昆士兰州的一条河流，是昆士兰北部潮湿的热带河流系统中最南边的一条，在1864年由探险家George Elphinstone Dalrymple以第一任昆士兰州州长Robert George Wyndham Herbert的名字命名。